# Impianto d'aspirazione

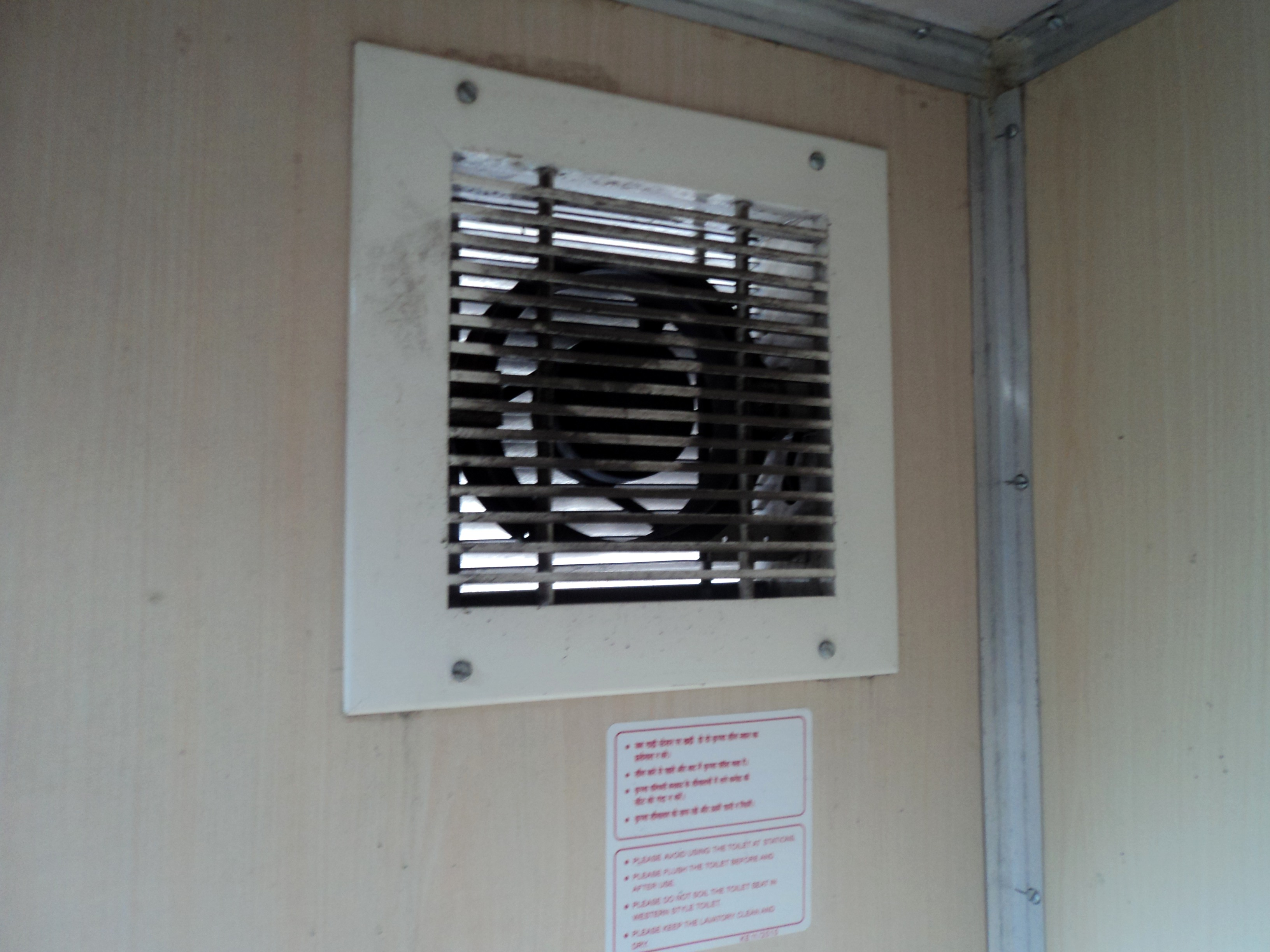
Un aspiratore elicoidale moderno a parete per il bagno

Con impianto d'aspirazione s'intende un'apparecchiatura o un impianto composto da condotti e alimentato da uno o più ventilatori che aspira gas o altri elementi, in modo da poter garantire un efficace ricambio di aria in locali chiusi.

## L'aspiratore in generale
L'aspiratore è una ventola, mossa da un motore, per il trasporto d'aria da un ambiente verso un altro. Abitualmente viene utilizzato negli ambienti per esercitare un ricambio d'aria (ad esempio la modifica della temperatura-umidità o anche l'eliminazione dei cattivi odori). Può avere diverse installazioni: sui muri, sui vetri delle finestre e così via.

### Tipi di aspiratore

#### Elettrici
Esistono vari tipi di aspiratore:

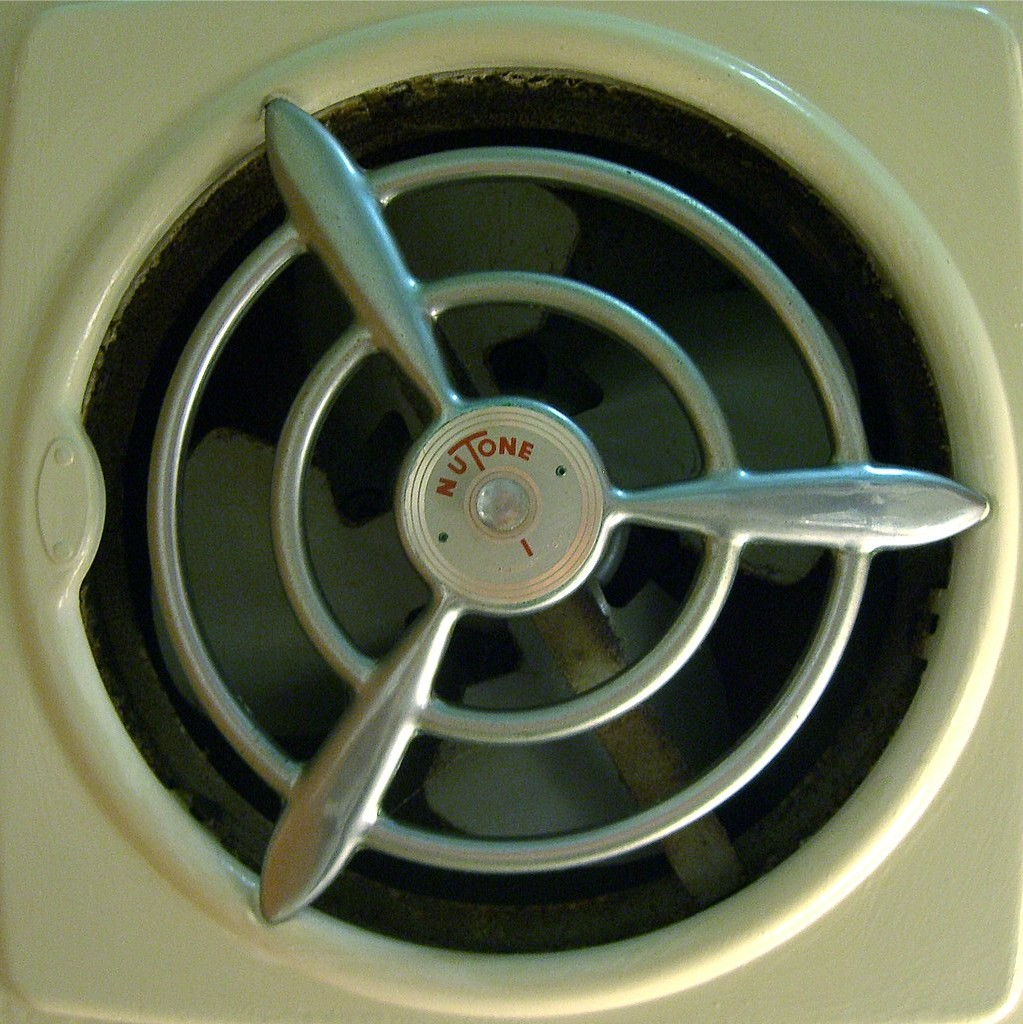
Un aspiratore da soffitto di concezione antiquata NuTone

- L'aspiratore elicoidale, utilizzato sia in ambito domestico che industriale
- L'aspiratore per WC, per aspirare gli odori direttamente dal water senza diffonderli nell'ambiente
- La cappa aspirante che si trova nella maggioranza delle cucine.
- L'aspiratore da tetto, viene installato sui tetti per aspirare l'aria da dentro verso l'alto riducendone l'impatto visivo interno.
- L'aspiratore assiale
- L'aspiratore centrifugo
- L'aspiratore da tavolo
- L'aspiratore solare, alimentato da pannelli fotovoltaici
- L'aspiratore gas di scarico, per aspirare i gas di scarico delle autovetture

Per le pulizie esistono tre tipi di aspiratore:
- L'aspirapolvere, per la pulizia della casa
- L'aspiracenere, per la pulizia delle stufe e del camino
- L'impianto d'aspirazione centralizzato, composto da più tubi di aspirazione per i pavimenti in varie parti della casa ma collegati ad una base centralizzata

In campo medico esistono due tipi di aspiratore:
- L'aspiratore medico
- L'aspiratore nasale

#### Eolici
In quelli eolici l'elica viene azionata per effetto del vento:
- Aeratore circolare eolico per i ricambi d'aria

### I condotti di aspirazione
Questi condotti che discendono dal soffitto vengono generalmente posizionati negli ambienti di lavoro.
Vengono collocati o utilizzati in quei casi dove ci siano generazioni di gas o altri odori che potrebbero creare problemi alla salute umana velocizzando così un ricambio d'aria e migliorando le condizioni di vita e quelle lavorative.